# Anypodetus phalaros
Anypodetus phalaros (лат.) — вид ктырей рода Anypodetus из подсемейства Laphriinae. Южная Африка.

## Распространение
Южная Африка: Намибия, ЮАР.

## Описание
Мухи среднего размера. Этот вид отличается от сородичей уникальным мистаксом с обычными коричневыми волосками медиально и белыми, дорсо-вентрально уплощенными волосками латерально как у самцов, так и у самок. Пульвиллы отсутствуют, скапус с длинными макрощетинками. Редко наблюдаемый и собираемый вид, известный по трём экземплярам, собранным в 1972—1975 годах. Этот вид не встречается ни в одном из признанных в настоящее время очагов биоразнообразия. Взрослые мухи активны летом (январь—март). Наблюдался сидящим на земле. Кроме этого, о биологии ничего не известно.